# شیرمنج
شیرمنج یک روستا در ایران است که در دهستان باقران شهرستان بیرجند واقع شده‌است. شیرمنج ۶۱ نفر جمعیت دارد.فاصله روستا از مرکز شهر بیرجند ۲۰ کیلومتر می باشد .